# نيك كريستنسن
نيك كريستنسن (بالدنماركية: Nick Christensen)‏ (28 أغسطس 1985 بالدنمارك - ) هو لاعب كرة قدم دانمركي في مركز الهجوم. لعب مع نادي نايستفيد ونادي هورسينس ونادي هيليراب وØlstykke FC ‏ وAkademisk Boldklub ‏.

## وصلات خارجية
- نيك كريستنسن على موقع قاعدة بيانات كرة القدم.إي يو (الإنجليزية)